# Kleisura
Kleisura (starogrško κλεισούρα, latinizirano: kleisoúra, dob. 'ograja, defile') je izraz, ki se je v Bizantinskem cesarstvu tradicionalno uporabljal za utrjen gorski prelaz in vojaško okrožje, ki ga je varovalo. Od poznega 7. stoletja so ga začeli uporabljati za obsežnejša obmejna območja, ločena od večjih tem, predvsem vzdolž vzhodne meje cesarstva z Omajadskim kalifatom. Na zahodu je bila v tem zgodnjem času ustanovljena samo kleisura Strimon  v sedanji Grški Makedoniji. Kleisura ali kleisurarhija je bila samostojna enota pod poveljstvom kleisurarha (κλεισουράρχης, kleisourárhes). Sčasoma je bila večina kleisur povzdignjena v status teme in izraz kleisura je po 10. stoletju izginil. V poznem bizantinskem času je imel podoben pomen drungos. Arabski dvojnik drungosa v Kilikiji in Mezopotamiji je bil al-thughūr.